# Greatest Hits (브루스 스프링스틴의 음반)
《Greatest Hits》는 1995년 2월 27일, 컬럼비아 레코드에서 발매된 미국의 싱어송라이터 브루스 스프링스틴의 첫 번째 컴필레이션 음반이다. 이 음반은 1995년 E 스트리트 밴드에서 녹음된 4곡의 신곡과 함께 스프링스틴의 히트 싱글곡들과 수년간 인기 있었던 음반 트랙들을 모은 것이다. 후자는 1980년대 후반 이후 그의 후원회와 함께 스프링스틴의 첫 번째 음반이 되었다. 일부 곡들은 오리지널 음반의 더 짧은 버전이다.
"새로운" 곡들의 결합은 1996년 다큐멘터리 《블러드 바라더스》에서 그려졌다. 사실 〈Murder Incorporated〉와 〈This Hard Land〉는 1982년 《Born in the U.S.A.》 세션에서 사용되지 않은 곡들이었고, 이후 10여 년 후에 국내에서 재녹음되었으며, 그 두 곡 모두 스프링스틴 콘서트의 주요 곡들이 되었다. 반면, 〈Blood Brothers〉는 1999년~2000년 Reunion Tour와 2002년~2003년 Rising Tour의 마지막 폐막곡으로만 연주되었고, 두 번 모두 한 구절이 더 추가되었다. 〈Secret Garden〉은 1996년 영화 《제리 맥과이어》의 사운드트랙을 통해 악명을 얻었다. 1996년 《Blood Brothers》 EP에 이 새로운 곡들의 다른 버전이 발표되었다.
이 음반은 미국 음반 차트와 영국 음반 차트에서 정점을 찍고 미국에서 4백만 장 이상이 팔리며 상업적으로 성공을 거두었다.

## 평가
| 전문가 평가          | 전문가 평가 |
| 평가 점수            | 평가 점수   |
| 출처                 | 점수        |
| -------------------- | ----------- |
| AllMusic             | [ 5 ]       |
| Entertainment Weekly | B+          |
| Rolling Stone        | [ 7 ]       |
| Tom Hull             | B           |

《Greatest Hits》의 음악 비평가들의 반응은 음반 발매에 다소 부정적이었다. 《엔터테인먼트 위클리》의 데이비드 브라운은 그래미 어워드가 다가오고 있고 〈Streets of Philadelphia〉가 5개의 상을 수상했기 때문에 음반이 발표되었을 때 음반이 발표되었다고 느꼈고 이는 여러 중요한 곡들이 간과되었다는 것을 의미한다. 그는 또한 〈Murder Incorporated〉(1930년대 살인주식회사)가 이 음반의 유일한 좋은 신곡이고 전반적으로 브루스가 더 이상 자신을 믿지 않는 것처럼 느껴졌다고 느꼈다.
파크 퓨터보의 음반에 대한 《롤링 스톤》의 리뷰는 다소 불리하다. 파크는 컬렉션에 수록된 곡들이 오리지널 LP 발매품에 들어있었고, 《Born to Run》 이전 곡들이 포함되었어야 했고, 새로운 곡들이 별로 좋지 않았다고 느꼈다. 올뮤직의 스티븐 토마스 얼와인이 쓴 좀 더 현대적인 리뷰도 불리한데, 브루스의 많은 히트곡과 인기 음반 곡들이 빠졌고, 〈Murder Incorporated〉가 다른 신곡들보다 낫고, 《The Essential Bruce Springsteen》이 《Greatest Hits》보다 훨씬 낫다는 것이다.

## 상업적 성능
이 음반은 1995년 3월 18일 주에 빌보드 200에서 25만 장 이상 팔리며 1위를 차지했으며 43주 동안 차트에서 머물렀다. 닐슨 사운드스캔에 따르면 2009년 3월 현재 미국에서 4,092,000장 이상이 팔렸다. 1999년 7월 23일 미국 음반 산업 협회에 의해 400만 개의 출하량에 대해 4배 플래티넘 인증을 받았다.
영국에서 이 음반은 1995년 3월 11일에 1위에 올랐고 2주 연속 1위를 차지했고, 134주 동안 차트에 있었다. 2014년 3월 21일 영국 축음기 협회에 의해 1,200,000장의 출하로 4배 플래티넘 인증을 받았다.

## 곡 목록
모든 곡들은 브루스 스프링스틴에 의해 작사/작곡하였다.
| #   | 제목                        | 음반                                      | 재생 시간 |
| --- | --------------------------- | ----------------------------------------- | --------- |
| 1.  | 〈Born to Run〉             | 《Born to Run》 (1975년)                  | 4:30      |
| 2.  | 〈Thunder Road〉            | 《Born to Run》                           | 4:48      |
| 3.  | 〈Badlands〉                | 《Darkness on the Edge of Town》 (1978년) | 4:03      |
| 4.  | 〈The River〉               | 《The River》 (1980년)                    | 5:00      |
| 5.  | 〈Hungry Heart〉            | 《The River》                             | 3:20      |
| 6.  | 〈Atlantic City〉           | 《Nebraska》 (1982년)                     | 3:56      |
| 7.  | 〈Dancing in the Dark〉     | 《Born in the U.S.A.》 (1984년)           | 4:03      |
| 8.  | 〈Born in the U.S.A.〉      | 《Born in the U.S.A.》                    | 4:41      |
| 9.  | 〈My Hometown〉             | 《Born in the U.S.A.》                    | 4:12      |
| 10. | 〈Glory Days〉              | 《Born in the U.S.A.》                    | 3:49      |
| 11. | 〈Brilliant Disguise〉      | 《Tunnel of Love》 (1987년)               | 4:15      |
| 12. | 〈Human Touch〉             | 《Human Touch》 (1992년)                  | 5:10      |
| 13. | 〈Better Days〉             | 《Lucky Town》 (1992년)                   | 3:44      |
| 14. | 〈Streets of Philadelphia〉 | 《필라델피아》 사운드트랙 (1993년)        | 3:16      |
| 15. | 〈Secret Garden〉           | 신곡 (1995년)                             | 4:27      |
| 16. | 〈Murder Incorporated〉     | 신곡 (1982년)                             | 3:57      |
| 17. | 〈Blood Brothers〉          | 신곡 (1995년)                             | 4:34      |
| 18. | 〈This Hard Land〉          | 신곡 (1995년)                             | 4:50      |

## 인증
| 국가                                                                                         | 인증        | 판매량/출하량 |
| -------------------------------------------------------------------------------------------- | ----------- | ------------- |
| 오스트레일리아 (ARIA)                                                                        | 9× 플래티넘 | 630,000^      |
| 오스트리아 (IFPI 오스트리아)                                                                 | 2× 플래티넘 | 100,000*      |
| 벨기에 (BEA)                                                                                 | 플래티넘    | 50,000*       |
| 캐나다 (뮤직 캐나다)                                                                         | 4× 플래티넘 | 400,000^      |
| 덴마크 (IFPI Danmark)                                                                        | 5× 플래티넘 | 100,000       |
| 핀란드 (Musiikkituottajat)                                                                   | 플래티넘    | 76,419        |
| 프랑스 (SNEP)                                                                                | 플래티넘    | 300,000*      |
| 독일 (BVMI)                                                                                  | 2× 플래티넘 | 1,000,000^    |
| 이탈리아 (FIMI)                                                                              | 플래티넘    | 350,000       |
| 일본 (RIAJ)                                                                                  | 플래티넘    | 200,000^      |
| 네덜란드 (NVPI)                                                                              | 2× 플래티넘 | 200,000^      |
| 노르웨이 (IFPI 노르웨이)                                                                     | 2× 플래티넘 | 100,000*      |
| 스페인 (PROMUSICAE)                                                                          | 2× 플래티넘 | 200,000^      |
| 스웨덴 (GLF) digipack                                                                        | 플래티넘    | 100,000^      |
| 스위스 (IFPI 스위스)                                                                         | 플래티넘    | 50,000^       |
| 영국 (BPI)                                                                                   | 5× 플래티넘 | 1,500,000     |
| 미국 (RIAA)                                                                                  | 4× 플래티넘 | 4,092,000     |
| 요약                                                                                         |             |               |
| 유럽 (IFPI)                                                                                  | 5× 플래티넘 | 5,000,000*    |
| *판매량을 기반으로 한 인증 · ^출하량을 기반으로 한 인증 · 판매량+스트리밍을 기반으로 한 인증 |             |               |